# Bulbophyllum bontocense
Bulbophyllum bontocense är en orkidéart som beskrevs av Oakes Ames. Bulbophyllum bontocense ingår i släktet Bulbophyllum och familjen orkidéer. Inga underarter finns listade i Catalogue of Life.